# Sanitätsregiment 3
Das Sanitätsregiment 3 (SanRgt 3) ist ein im Schwerpunkt auf den Einsatz ausgerichteter Verband, der Personal und Material zur Entsendung in besondere Auslandsverwendungen vorhält, um die sanitätsdienstliche Versorgung im Einsatz sicherzustellen. Hierzu wird das Personal für die Auslandseinsätze fachlich qualifiziert und einsatzbereit gehalten.

## Geschichte
Das Sanitätsregiment 3 wurde am 17. November 2014 als erstes von drei Einsatzregimentern in Dienst gestellt. Personell und materiell geht es im Wesentlichen aus den beiden Traditionsverbänden Lazarettregiment 41 und Gebirgssanitätsregiment 42 hervor. Als einziges der neuen Sanitätsregimenter ist das Sanitätsregiment 3 an einem Standort stationiert.

### Geschichte des Standortes Dornstadt
Am 2. Januar 1962 bezogen die ersten Soldaten die neue „Truppenunterkunft auf dem Lerchenfeld“. Die Einweihung mit symbolischer Schlüsselübergabe fand am 21. Juni 1963 statt. Beim „Tag der offenen Tür“ nahmen mehr als 20.000 Besucher die militärische Liegenschaft in Augenschein. Sie erhielt am 12. Juni 1965 den Namen „Rommel-Kaserne“. In Dornstadt entstand unterdessen eine „Soldatensiedlung“ mit 128 Wohnungen. Im Sommer 1965 verbrachten viele Soldaten ihren ersten Truppenübungsplatzaufenthalt außerhalb Deutschlands: Es ging nach Castle Martin in England. Mitte 1971 wurde das 1.600 Mann starke Panzerregiment 200 aus der Taufe gehoben. Ihm waren zwei Bataillone vor Ort unterstellt.
Mitte 1972 stellte das Panzerregiment 200 zum ersten Mal „den modernsten Panzer der Welt“, den „Leopard 1 A 2“ sowie den Schützenpanzer Marder, den Medien und der Öffentlichkeit vor. Mitte der 70er Jahre stieß die 40 Hektar große Rommel-Kaserne an die Grenze ihrer Kapazität. Sie wurde für umgerechnet knapp 50 Millionen DM im westlichen Teil um 22 auf nun 62 Hektar erweitert. Die 70er Jahre waren geprägt von Baustellen in der Liegenschaft. Es entstanden neue Unterkunftsgebäude, Instandsetzungshallen und ein zweites Wirtschaftsgebäude. Anfang April 1975 gliederte das Panzerregiment 200 in die Panzerbrigade 28 um. Die Belegung der Kaserne stieg auf mehr als 2.100 Soldaten und zivile Mitarbeiter. 1978 wurde einer der ersten Fahrsimulatoren für Panzer dauerhaft in Betrieb genommen.
Der politische Umschwung in der Welt führte im Frühjahr 1993 auch zur Auflösung der Panzerbrigade 28. Die Kampftruppe am Standort wurde aufgelöst. Hauptnutzer der Liegenschaft würden nun Logistiktruppen sein. Neuer Hausherr wurde das Instandsetzungsregiment 21, das wiederum zum 1. Oktober 1996 in das Logistikregiment 21 umgliederte. Im Krisengebiet SOMALIA beteiligten sich mit Beginn 1993 erstmals Soldaten der Kaserne an Auslandseinsätzen außerhalb des NATO-Gebietes. Danach folgten bis zu sechs Monate dauernde Einsätze im Kosovo (KFOR) und in Bosnien (SFOR).
2008 begannen wiederum wesentliche infrastrukturelle Eingriffe in die Liegenschaft. Das Investitionsvolumen betrug bis 2012 annähernd 30 Millionen Euro. Es entstanden zwei neue Unterkunftsgebäude als Ersatz für bisher genutzte und erstmals ein Schießsimulator für Handwaffen. Strukturelle Anpassungen führten zu Umgliederungen im Logistikregiment 21. 2002 wurde dieses in Logistikregiment 47 umbenannt. Ein Unterstellungswechsel von LogBrig 2 zu Wehrbereichskommando IV wurde vorgenommen. Das nichtaktive LogRgt 22 mit annähernd 6.000 eingeplanten Reservisten wurde aufgelöst. Die Teilnahme an Auslandseinsätzen wurde zur Regel. Wesentliche Einsatzorte waren: Herzegowina (EUFOR), Sudan (UNMIS), Georgien (UNOMIG) und Afghanistan/Usbekistan (ISAF/UNASAM). Seit Herbst 2009 wird an den neu eingeführten gepanzerten Transportkraftfahrzeugen „Boxer“ geschult. Die Schulungen an den Kampfpanzern Leopard 1 wurden eingestellt. Aktuell sind rund 1.300 Soldaten und zivile Mitarbeiter in Dornstadt stationiert.
Die Neuausrichtung der Bundeswehr führte im Jahr 2014 zur Auflösung des Logistikregiments 47. Hauptnutzer der Liegenschaft wurde nun der Zentrale Sanitätsdienst der Bundeswehr. Neuer Hausherr wurde das Lazarettregiment 41, das ab November 2013 von der Hindenburgkaserne in Ulm in die Rommelkaserne umzog. Bereits seit 1997 ist mit den Soldaten aus dem KRK Lazarett Ulm die Sanitätstruppe in der Rommelkaserne vertreten. Nach der Auflösung des KRK Lazarett Ulm und der Neuaufstellung der Einsatzlazarette 411 und 412 wurden diese zur dritten und vierten Kompanie des Lazarettregiments 41 umgegliedert. Die Zusammenführung des Lazarettregiments 41 in Dornstadt vom November 2013 bis zum Oktober 2014 endete mit der Auflösung des Lazarettregiments 41 und der Neuaufstellung des Sanitätsregiments 3 zum 17. November 2014. Mitte des Jahres 2016 war mit der Auflösung des Gebirgssanitätsregiments 42 in Kempten der Aufwuchs des Sanitätsregiments 3 mit der Aufstellung der sechsten bis neunten Kompanie abgeschlossen.

## Auftrag
Das in der Zielstruktur 2020 des Zentralen Sanitätsdienstes der Bundeswehr über 900 Soldaten umfassende Sanitätsregiment 3 (SanRgt 3) ist ein Einsatzverband, welcher Personal und Material zur Entsendung in besondere Auslandsverwendungen vorhält.
Hauptauftrag ist die sanitätsdienstliche Versorgung der Bundeswehr im Einsatz. Hierzu wird das Personal für die Auslandseinsätze fachlich qualifiziert und einsatzbereit gehalten. Im Zusammenwirken von Fachpersonal, Sanitätsgerät und Sanitätsmaterial wird den Soldaten in besonderen Auslandsverwendungen somit eine sanitätsdienstliche Versorgung nach deutschem Standard zuteil.
Das SanRgt 3 bildet die komplette Rettungskette bis zur Ebene 3 eines Einsatzlazarettes ab, welches in Art, Umfang und Qualität einer Versorgung auf Kreiskrankenhaus-Niveau im Inland entspricht. Hierzu sind den unterstellten Kompanien nach dem personellen und materiellen Aufwuchs verschiedene Schwerpunktaufträge zugeteilt, um einer lückenlosen Abbildung der Rettungskette gerecht werden zu können.
Darüber hinaus ist das Regiment fest in die Zivil-Militärische Zusammenarbeit für den süddeutschen Raum eingebunden, um so im Schulterschluss mit den zivilen Akteuren bei Bedarf auch im Inland unterstützend zu agieren.

## Gliederung
Das Sanitätsregiment 3 besteht aus einem Ausbildungs- und Simulationszentrum und neun Kompanien. Zur Führung dieser Einheiten dient der Stab des Sanitätsregiments 3. Dieser setzt sich aus der Regimentsführung, den Stabsabteilungsleitern und dem Stabszug zusammen.

### Versorgungs- und Unterstützungskompanien
Die 1. und 6. Kompanie, sind als sogenannte Versorgungs- und Unterstützungskompanien, die Dienstleister für das gesamte Regiment. Angefangen mit der Bereitstellung von Transportkapazität für Personal und Material, über die Materialbeschaffung und dessen Erhaltung sowie die Sicherstellung Führungsfähigkeit durch entsprechende Fernmeldemittel und IT-Ausstattung, zeichnen diese Kompanien für die Schaffung optimaler Rahmenbedingungen zur Einsatz- und Betriebsfähigkeit der Behandlungseinrichtungen für und im Auslandseinsatz verantwortlich. Somit sind alle Peripherieanteile von der Feldwäscherei, über Wasserversorgung und Feldküche, bis hin zur gesamten logistischen Versorgung mit Medikamenten der Behandlungseinrichtungen ihren jeweiligen Verantwortungsbereichen zuzuschreiben. In der Folge erfüllen sie alle Aufgaben einer klassischen Stabs- und Versorgungskompanie mit zusätzlichen Spezialaufgaben des Sanitätsdienstes.

### Krankentransportkompanien
Die 2. und 7. Kompanie stellen als Krankentransportkompanien zum einen den Kranken- und Verwundetentransport sowie die Betreuung der Patienten sicher und besitzen zum anderen die Mittel, um in hochmobilen Rettungsstationen eine erste notfallmedizinische Behandlung zu gewährleisten. Dazu halten sie das Assistenzpersonal, entsprechendes notfallmedizinisches Material und geschützte sowie ungeschützte Transportmittel zur Patientenevakuierung und deren Stabilisierung sowie Rettungsstationen bereit, welche in einem Auslandseinsatz mit entsprechenden Notfallmedizinern personell verstärkt werden. Im Inland sind die beiden Kompanien für den fachlichen Kompetenzerhalt ihres medizinischen Personals sowie für die materielle Einsatzbereitschaft verantwortlich. Somit sind die Krankentransportkompanien ein wichtiges Bindeglied auf dem Weg zur Behandlungsebene 2 in Form eines Rettungszentrums.

### Sanitätskompanien Rettungszentrum
Die 3. und 8. Kompanie halten als Sanitätskompanien Rettungszentrum Personal und Material bereit, um bei Erfordernis die Behandlungsebene 2 in Form von Rettungszentren abbilden zu können. In diesen Behandlungseinrichtungen können umfassende Schockbekämpfung, erste notfallchirurgische Eingriffe, begrenzte weiterführende Diagnostik und intensivmedizinische Behandlung sowie eine generelle Pflege von Erkrankten und Verwundeten durchgeführt werden. Hierzu besitzen die Kompanien Zelte und Container, welche sich je nach Erfordernis modular erweitern lassen, um so lageangepasst und nachhaltig durchhaltefähig zu sein.

### Sanitätskompanien Einsatzlazarett
Die am breitesten gefächerte und in der Ergebnisqualität dem eines Kreiskrankenhauses im Inland entsprechende Patienten- und Verwundeten-Versorgung bilden die 4. und 9. Kompanie als Sanitätskompanien Einsatzlazarett ab. In den Einsatzlazaretten beginnt die klinische Akutversorgung, und hier findet die stationäre fachärztliche Versorgung der Patienten oder Verwundeten bis hin zu größeren Operationen statt. Darüber hinaus verfügt das Einsatzlazarett über weitere intensivmedizinische Kapazitäten und eine Pflegestation für bis zu 72 Patienten. Somit stellen die beiden Kompanien die höchste qualitative Instanz der medizinischen Behandlungsfähigkeiten in besonderen Auslandsverwendungen dar. Im Falle von schwerwiegenden und langwierigen Krankheits- und Verletzungsmustern wird eine luftgestützte strategische Rückverlegung der Soldaten ins Heimatland zu einem Bundeswehrkrankenhaus angestrebt, um so die klinische Folgeversorgung voranzutreiben. Im Vorgriff hierzu werden mittels Telemedizin entsprechende Daten zur nahtlosen Gewährleistung der Rettungskette an die Ärzteteams der Bundeswehrkrankenhäuser im Inland übermittelt. Das Equipment hierzu wird entsprechend im Auslandseinsatz vorgehalten.

### Ausbildungs- und Simulationszentrum
Das Ausbildungs- und Simulationszentrum SanRgt 3 bietet die sanitätsdienstlich – fachliche Ausbildung sowie die Fort- und Weiterbildungen für Notfallsanitätern und Einsatzsanitäter oder die Ausbildung zum Ersthelfer im Einsatz. In militärischen Ausbildungen werden unter anderem die taktische Verwundetenversorgung im Einsatz beübt und die Einsatzvorbereitende Ausbildung im Rahmen von Konfliktverhütung und Krisenbewältigung (EAKK) durchgeführt. Ab 2017 (ELUSA) Einsatzland unspezifische Ausbildung.